# Barleria observatrix
Espèce
Classification APG III (2009)
Statut de conservation UICN

 CR D : 
En danger critique
Barleria observatrix est une espèce de plantes à fleurs de la famille des acanthaceae du genre barleria endémique de l'île Maurice. Son environnement naturel est constitué des forêts tropicales ou subtropicales sèches. Elle est menacée de disparition.

## Source
- (en)  Rutty, R. 2000.  Barleria observatrix, Bosser & Heide.
- (en) Liste rouge (2006) des espèces menacées.